# Ardito (nome)
Ardito  è un nome proprio di persona italiano maschile.

## Varianti
- Femminili: Ardita[1][2]

## Origine e diffusione
Si tratta di un nome augurale, diffusosi durante il Medioevo e oggi tipicamente toscano, basato sull'aggettivo italiano "ardito", ossia "coraggioso", "audace"; etimologicamente, questo termine è un derivato di "ardire" ("osare"), a sua volta proveniente dalla radice germanica hard ("duro").

## Onomastico
In quanto nome adespota (non vi è infatti alcun santo che lo porta), l'onomastico ricade il 1º novembre, giorno di Ognissanti.

## Persone

Ardito Desio

- Ardito Desio, esploratore e geologo italiano